# داسی‌شکل
داسی‌شکل (نام علمی: Falx) نام یک سرده از تیره علف‌بیدان است.